# Carlo Murena
Carlo Murena (Collalto Sabino, 16 luglio 1713 – Roma, 7 maggio 1764) è stato un architetto italiano.

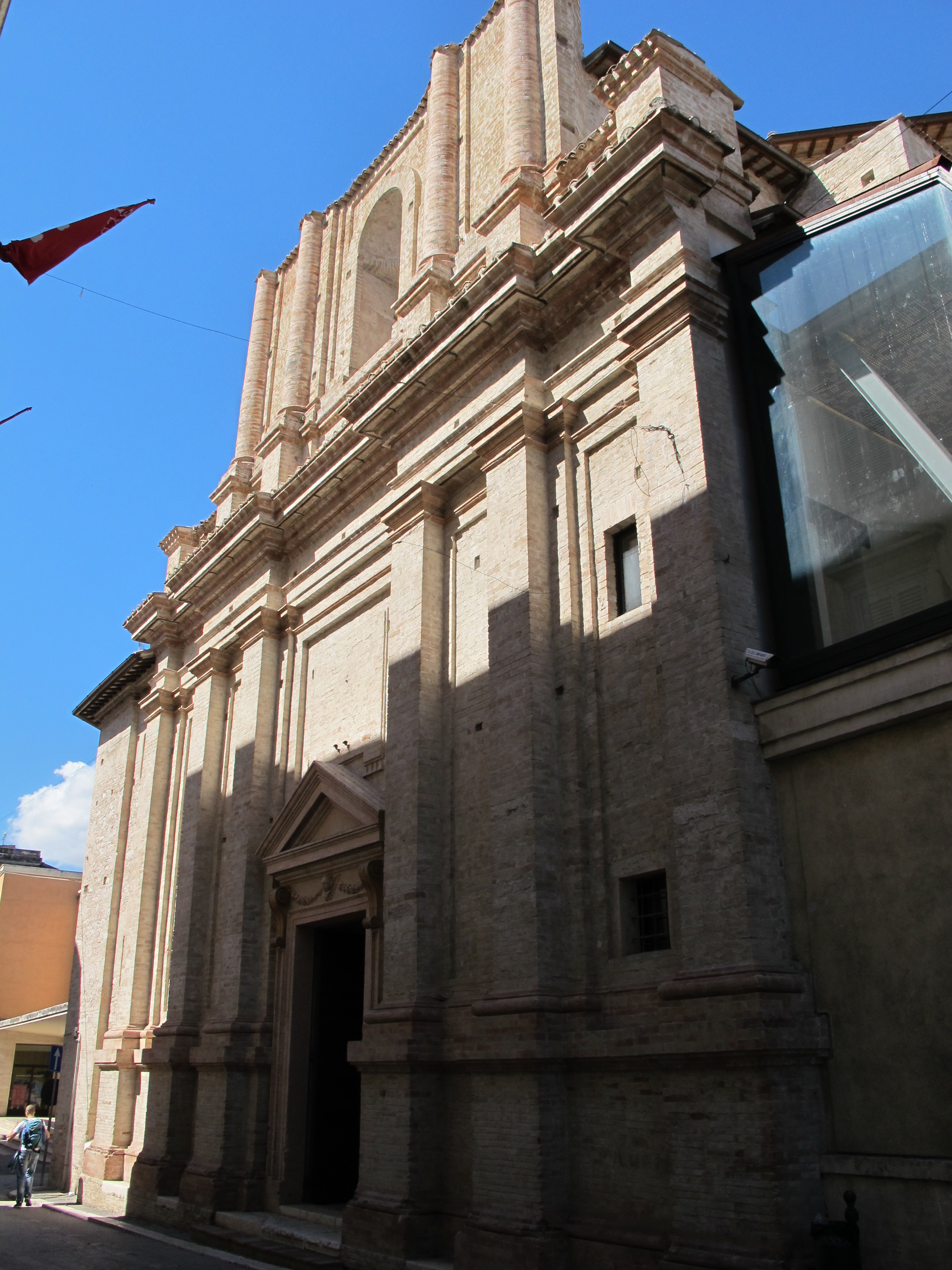
Chiesa della Santissima Trinità a Foligno

 Fu allievo e collaboratore prediletto di Luigi Vanvitelli. Interpretò con coerenza il passaggio che avvenne negli anni centrali del Settecento  tra le ultime espressioni del barocco e la nuova tendenza dell'ambiente romano verso una semplificazione classicheggiante.

## Biografia
Fu allievo a Roma di Nicola Salvi e poi negli anni Trenta, di Luigi Vanvitelli a cui rimase costantemente accanto con la responsabilità di seguire numerosi cantieri del maestro come la chiesa ed ex monastero degli Olivetani di Montemorcino Nuovo a Perugia, il restauro di S. Maria degli Angeli alle terme di Diocleziano, la ricostruzione del complesso conventuale di S. Agostino a Roma, la chiesa di S. Agostino in Ancona.
Dopo la partenza nel 1751 di Vanvitelli per Napoli  restò responsabile di tutti i cantieri e il prestigio acquisito come primo collaboratore del maestro gli procurò diverse commesse. Nel 1759 divenne membro dell'Accademia di San Luca. Fece parte anche di diverse commissioni incaricate di problemi idraulici e ingegneristici come quella per il porto di Anzio.

### Opere autonome
- Chiesa della Santissima Trinità a Foligno.
- Chiesa abbaziale di S. Croce di Sassovivo presso Foligno.
- Cappella Guidi di Bagno, nella basilica dei Ss. Bonifacio e Alessio
- Cappella Zampai e i relativi monumenti funebri in Sant'Antonio dei Portoghesi a Roma.
- Progetto del tabernacolo della cattedrale di Terni.